# Ridovo, Kărdjali
Ridovo (în bulgară Ридово) este un sat în comuna Kărdjali, regiunea Kărdjali,  Bulgaria. 

## Demografie
Componența etnică a satului Ridovo
     Turci (73,33%)
     Nicio identificare (26,66%)
     Altele (0%)
La recensământul din 2011, populația satului Ridovo era de 15 locuitori. Din punct de vedere etnic, majoritatea locuitorilor (73,33%) erau turci. Pentru 26,66% din locuitori nu este cunoscută apartenența etnică.